# Sinivalí
Sinivalí es una antigua diosa védica.
Se menciona por primera vez en dos himnos del Rig-veda (el primer texto de la India, de mediados del II milenio a. C.).

## Nombre
- sinīvālī, en el sistema AITS (alfabeto internacional para la transliteración del sánscrito).
- सिनिवाली, en escritura devanagari del sánscrito.
- Pronunciación: /sinivalí/.[1]
- Etimología: de origen dudoso.[1]

## Descripción
En el Rig-veda 2.32.7 se la describe como de anchas caderas, brazos graciosos, dedos agradables, y se dice que preside la fecundidad y el parto fácil.
Se la invoca junto con otras diosas: Sárasuati, Gungu, Raka, Indrani y Varunani.
En el himno 10.184.2 del Rig-veda se la invoca junto con Sárasuati para que el embrión se adhiera al útero.
Posteriormente, en el Átharva-veda (de principios del I milenio a. C.) se la llama «esposa de Visnú» (que en esa época era apenas un dios secundario).
En textos posteriores, es la deidad que preside el día en que la luna nueva se levanta con un borde visible (así como la diosa Raka es la que preside el primer día de luna llena).
En el Majábharata (siglo II a. C.) se nombra una Sinivalí que es hija del sabio Anguiras.
En el Markandeia-purana se nombra un río Sinivalí.
Y finalmente en el Bhágavat-purana (siglo XI d. C. es la esposa de Dhatri y madre de Darsha.
Según lexicógrafos ―tales como Amara Sinja, Jalaiuda, Jema Chandra―, Sinivalí es un nombre de la diosa Durga.